# José Miguel Nuin
José Miguel Nuin Moreno (Pamplona, 30 de diciembre de 1968) es un economista y político español.

## Biografía
Afiliado a Izquierda Unida de Navarra (IUN) desde 1989, ha sido miembro del Parlamento de Navarra entre 1995 y 2007. Desde 1992 es miembro de la comisión ejecutiva de IUN y en 2007 fue elegido coordinador general de esta formación. Es miembro del sindicato CC.OO. desde 1992.
En 2010 fue elegido candidato a la presidencia del Gobierno de Navarra por la coalición Izquierda-Ezkerra y en mayo de 2011 fue elegido parlamentario por esa coalición, de cuyo grupo parlamentario fue designado portavoz.